# Yousef Hamadani Cohen

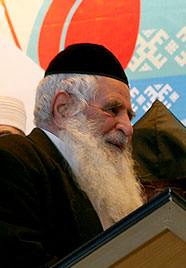
Yousef Hamadani Cohen (2009)

Yousef Hamadani Cohen (persisch یوسف همدانی کهن‎; geboren 1916; gestorben am 29. März 2014 in Teheran) war der Großrabbiner der jüdischen Gemeinde im Iran. Diese Position hatte er von Januar 1994 bis zu seinem Tod inne.
Im August 2000 traf er erstmals den iranischen Präsidenten Mohammad Chatami. Im Februar 2003 gab es ein erneutes Treffen zwischen Cohen und Chatami. Dies fand in der Teheraner Yusuf-Abad-Synagoge statt und war der erste Besuch einer jüdischen Einrichtung durch ein iranisches Staatsoberhaupt.